# Perkál
Perkál je jemná bavlnářská tkanina s měkkým omakem.
Vyrábí se v plátnové vazbě z velmi jemných přízí (až 8 tex) v dostavě do 50/50 nití/cm jednobarevný nebo často potištěný.
Použití: ložní, dámské a dětské prádlo, kapesníky.
Původ perkálu není známý. Např. Katalánský etymologický slovník se zmiňuje o perkálu jako hedvábné tkanině prodávané ve Valencii v roce 1348. Do Anglie se toto zboží dováželo z Indie v 17. a 18. století.
Na začátku 21. století se v Evropě perkál používá převážně na ložní prádlo.
Velmi jemný perkál se označuje jako kambrik. Používá s na prádlo a podklad pro  výšivky.

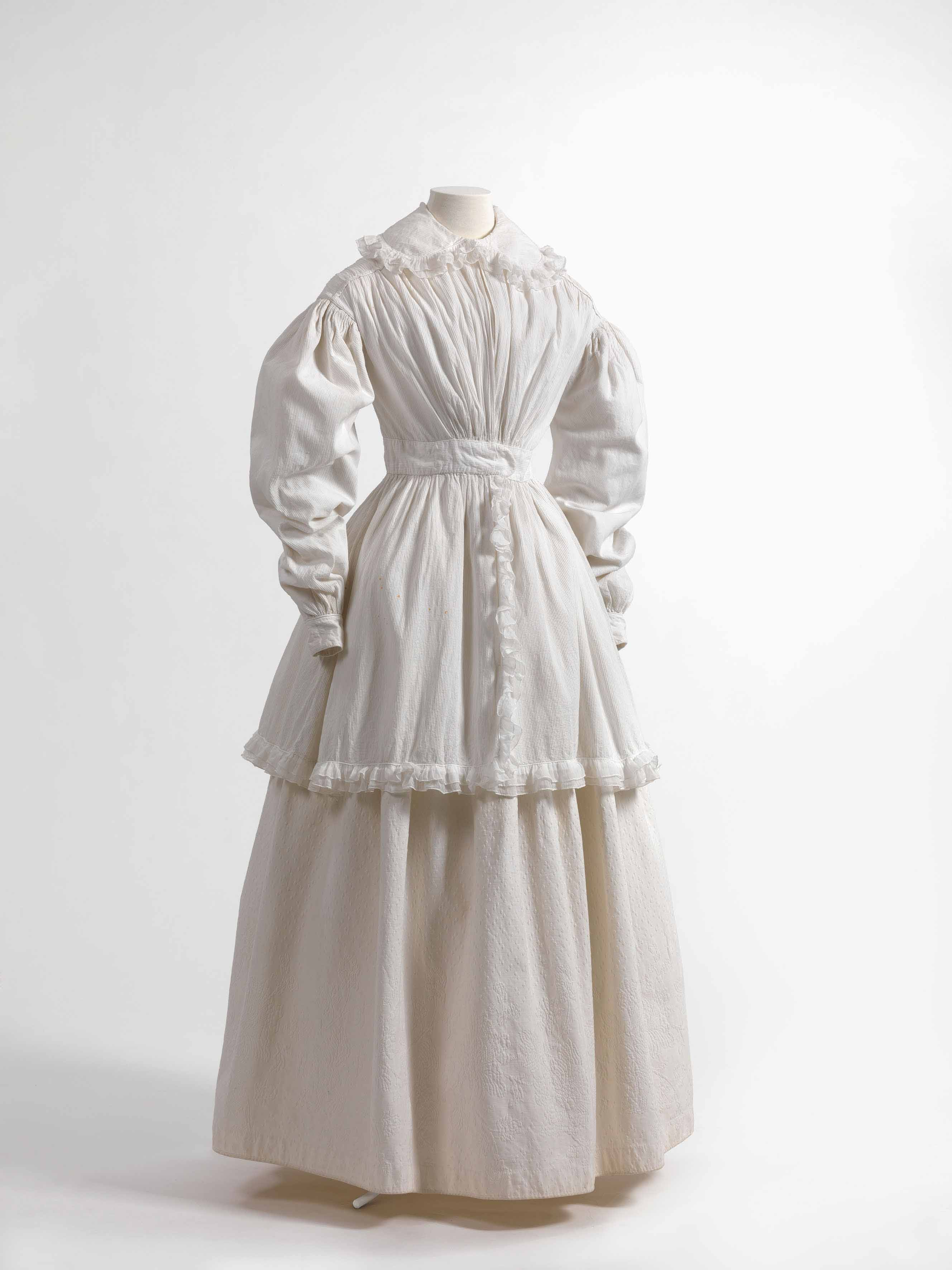
Kabátek na oděvu lemovaný řaseným kambrikem (asi z roku 1830)
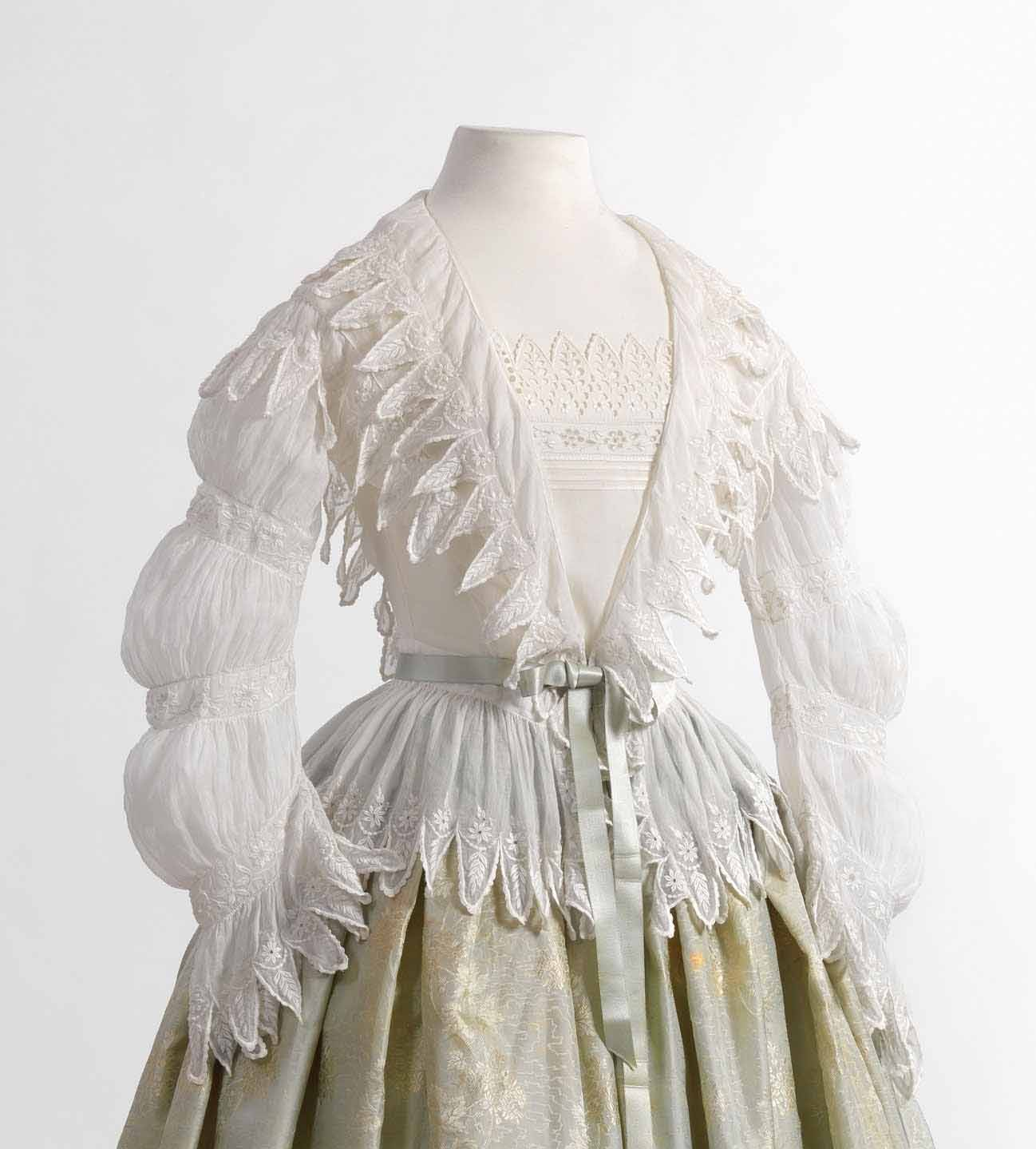
Halenka z perkálu lemovaná výšivkou (polovina 19. století)
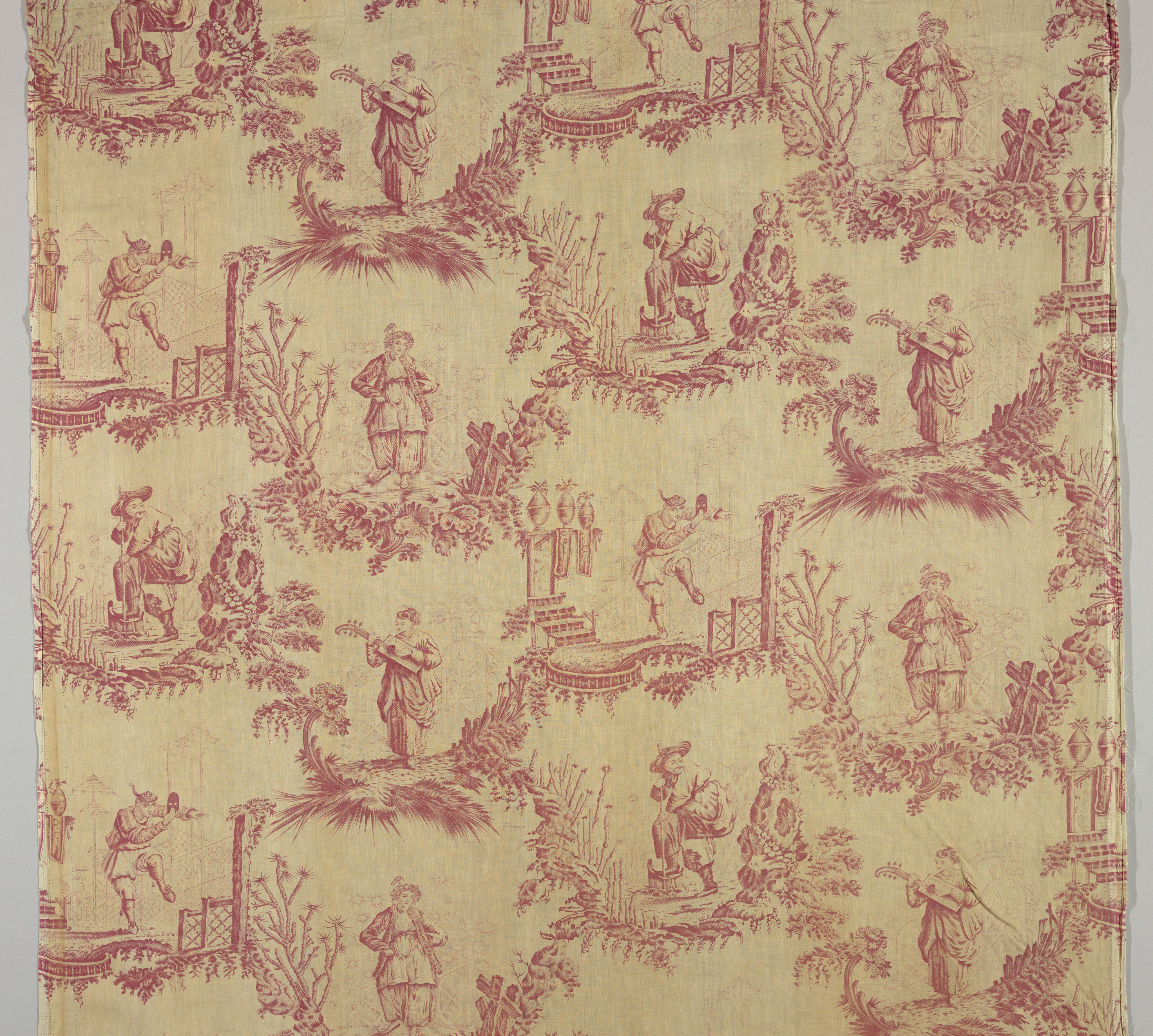
Potištěný perkál z 19. století
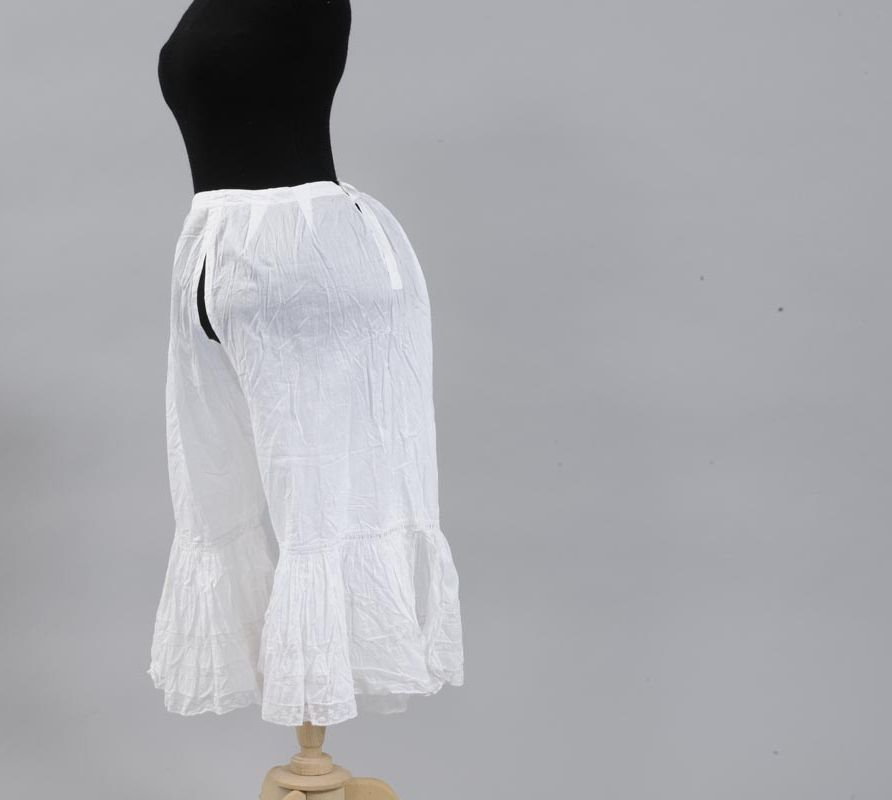
Spodnička z perkálu (začátek 20. století)
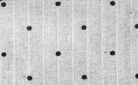
Vzorek perkálu asi z roku 1925